# Крепальди, Мирко
Мирко Крепальди (итал. Mirko Crepaldi; 11 июня 1972, Contarina, Венеция — 28 декабря 2019, Порто-Виро, Венеция) — итальянский шоссейный велогонщик, выступавший на профессиональном уровне в 1995—2001 годах. Участник многих крупных гонок на шоссе своего времени, в том числе супермногодневок «Тур де Франс», «Джиро д’Италия» и «Вуэльта Испании».

## Биография
Мирко Крепальди родился 11 июня 1972 года в коммуне Порто-Виро провинции Ровиго, Италия.
Впервые заявил о себе в шоссейном велоспорте в 1994 году, выиграв несколько небольших любительских гонок на территории Италии, в том числе Gran Premio San Gottardo и Medaglia d’Oro Fiera di Sommacampagna.
Дебютировал на профессиональном уровне в сезоне 1995 года, подписав контракт с итальянской командой Polti-Granarolo-Santini. В дебютном сезоне отметился выступлением на «Вуэльте Испании», где занял в генеральной классификации 91 место, принял участие в нескольких престижных гонках на территории Франции, в их числе «Гран-при Марсельезы», «Классика Харибо», «Париж — Ницца», «Париж — Тур».
В 1996 году помимо «Вуэльты» стартовал на «Джиро д’Италия», однако в обоих случаях сошёл с дистанции. Помимо этого, поучаствовал в гонках «E3 Харелбеке», «Париж — Рубе», «Тур Берна», «Тур Швейцарии», «Париж — Тур». Финишировал девятым на HEW Cyclassics.
В 1997 году впервые выступил на «Тур де Франс», заняв в генеральной классификации 123-е место, полностью проехал «Джиро д’Италия», где показал в общем зачёте 79-й результат. Был девятым на «Критериум Интернациональ», финишировал шестым на первом этапе «Джиро дель Трентино», стартовал в таких гонках как «Четыре дня Дюнкерка», «Вуэльта Каталонии», «Тур Нидерландов».
В 1998 году занял 75-е место на «Тур де Франс», тогда как на «Вуэльте Испании» не финишировал. Среди прочих стартов в этом сезоне — «Классика Харибо», «Тиррено — Адриатико», «Три дня Де-Панне — Коксейде», «Гент — Вевельгем», «Париж — Рубе», «Тур Швейцарии», «Классика Сан-Себастьяна» и другие гонки.
В 1999 году занял 120-е место на «Тур де Франс». Поучаствовал в гонках «Этуаль де Бессеж», «Париж — Ницца», «Милан — Сан-Ремо», «Три дня Де-Панне — Коксейде», «Париж — Рубе», «Льеж — Бастонь — Льеж», «Тур Японии», «Тур Швейцарии».
На «Тур де Франс» 2000 года показал в генеральной классификации 94-й результат, в то время как на «Вуэльте Испании» сошёл в ходе десятого этапа. Выступил в гонках «Тур Даун Андер», «Париж — Ницца», «E3 Харелбеке», «Париж — Рубе», «Льеж — Бастонь — Льеж», «Тур Германии», «Тур Швейцарии».
Сезон 2001 года провёл в команде De Nardi-Pasta Montegrappa, но в её составе уже не показывал сколько-нибудь значимых результатов. После этого сезона в 2002 году принял решение завершить карьеру профессионального велогонщика.
Умер от сердечного приступа 28 декабря 2019 года у себя дома в Порто-Виро в возрасте 47 лет.